# Жанжуменов, Талгат Женисович
Талгат Женисович Жанжуменов (каз. Талғат Жеңісұлы Жанжуменов, род. 31.03.1968, п. Асубулак, Уланский р-н, ВКО), представитель высшего командования Вооружённых сил Республики Казахстан, генерал-лейтенант, заместитель министра обороны Республики Казахстан (2010-2013, с 2016).

## Биография
Родился 31 марта 1968 года в посёлке Асубулак Уланского района Восточно-Казахстанской области.
В 1989 году, по окончании Вольского высшего военного училища тыла, проходил службу в Западной группе войск, где последовательно занимал тыловые должности войскового звена.
С 1993 года проходит службу в Вооруженных Силах Республики Казахстан в тыловых структурах на различных должностях.
В 1999 году с отличием и золотой медалью окончил Военную академию тыла и транспорта МО РФ, затем назначен начальником продовольственной службы управления тыла Департамента тылового обеспечения Генерального штаба ВС РК, в последующем и Департамента тыла МО РК.
С 2001 по 2006 год – заместитель командующего Республиканской гвардии Республики Казахстан.
В 2008 году, окончив Военную Академию Генерального штаба Вооруженных Сил Российской Федерации, также с отличием и золотой медалью, проходил службу в должности начальника Тыла Вооруженных Сил Республики Казахстан.
В марте 2010 года Распоряжением Главы государства назначен заместителем Министра обороны Республики Казахстан.
7 мая 2010 года присвоено звание генерал-майора .
27 мая 2013 года освобожден от должности заместителя министра обороны РК .
С сентября 2013 по 2014 годы — начальник департамента военно-технической политики Министерства обороны Республики Казахстан.
С 2014 по июнь 2015 года — заместитель заведующего Секретариатом Совета Безопасности Администрации Президента Республики Казахстан.
С июня 2015 по октябрь 2016 года — заведующий Отделом военной безопасности и обороны Совета Безопасности РК.
С октября 2016 года вновь назначен заместителем министра обороны Республики Казахстан.
В 2018 году присвоено звание генерал-лейтенанта.
В 2019 году инициировал развитие оборонной промышленности на примере АО ЗИКСТО.
В 2020 году инициировал  внедрение новых технологий и повышение экспортного потенциала машиностроительной отрасли на предприятиях АО Тыныс, АО Машиностроительный завод им. С.М. Кирова, Семей Инжиниринг, и др.
Участие в международном военно-техническом форуме «Армия-2020». На полях форума проведены ряд переговоров и встреч, на которых обсуждались вопросы кооперации, создания совместных проектов в рамках привлечения инвестиций и современных технологий, развития международного военно-технического сотрудничества в целом.
По итогам работы форума,  подписаны ряд контрактов, соглашений, договоров по импорту и экспорту продукции двойного назначения, передачи компетенции по его сборке, а также по капитальному ремонту и сервису изделий на общую сумму свыше 6 млрд. тенге. АО «Машиностроительный завод им. С.М. Кирова» заключило контракт  на 2021-2022 г.г.

## Награды
- Орден «Данк» ІІ степени
- Орден «Айбын» II степени
- 7 медалей – юбилейными и за выслугу лет